# Аудит
Ауди́т (от лат. audit «слушает» ← audio) — многозначный термин. В общем смысле — отрасль экономической деятельности и учебная дисциплина, изучаемая в вузах. В узком смысле слова в соответствии с законодательством России под аудитом понимается исключительно деятельность по проведению проверки финансовой (бухгалтерской) отчётности и данных учёта, и выражение по результатам такой проверки обоснованного независимого мнения аудитора о достоверности такой отчётности в форме письменного аудиторского заключения.
В широком смысле и в соответствии с обычаями делового оборота, а также деловой лексики, аудит и как синоним ауди́торская прове́рка — процедура независимой проверки и оценки отчётности, данных учёта и деятельности организации, а также системы, процесса, проекта или продукта. Чаще всего термин употребляется применительно к проверке бухгалтерской отчётности организаций с целью выражения мнения о её достоверности.
В деловой практике употребляются понятия «операционный аудит», «технический (промышленный) аудит», «аудит ИТ-безопасности», «экологический аудит», «аудит качества» и прочие разновидности аудита, однако эти понятия и процессы не имеют легального (указанного в законе) определения. Отдельные виды аудита близки по значению к сертификации. Следует отличать эти виды контрольной, ревизионной и инспекционной деятельности от собственно аудита финансовой отчётности.

## История аудита
Этимологически слово «аудит» происходит от лат. audio — «слышу» и происходит от так называемых публичных заслушиваний отчётов, которые одобряли или не одобряли аудиторы. Потребность в аудите, как предполагается, возникла одновременно с зарождением и развитием товарообменных и денежных отношений. Развитие аудита было тесно связано с особенностями финансово-промышленной истории отдельных стран и определялось, прежде всего, характером развития рынка капитала.
В Европе аудит появился в XII веке, тогда в Англии существовала процедура «Michaelmas Audit of the Sum of the Seriff’s Account» [14, том III, с. 42], то есть «Михайло-Архангельский аудит суммы шерифских счетов». .
В Средние века в европейских торговых городах по просьбе контрагентов купцов (как правило, других купцов или банковских институтов) аудиторы проверяли бухгалтерские книги купцов и свидетельствовали их достоверность. В XIX веке основными заказчиками аудита стали, помимо кредиторов, собственники компаний, что связано с активным развитием акционерных и ограниченных компаний, в которых собственники не занимались текущим управлением и, соответственно, нуждались в периодической проверке нанятых управляющих.
Глобализация экономики, создание транснациональных корпораций с множеством подразделений, разбросанных зачастую по всей стране, а то и по всему миру, значительно усилили потребности бизнеса в независимых ревизорах. Кроме того, по мере роста государственного вмешательства в экономику и усложнения системы налогообложения, компании стали испытывать необходимость в независимых специалистах, которые могли проверить бухгалтерскую и налоговую отчётность фирмы с целью выявления ошибок и искажений отчётности и предотвращения санкций со стороны государственных органов.
В XX веке в связи с активным развитием фондового рынка появилась новая категория лиц, заинтересованных в аудите — инвесторы. Как правило, каждая новая волна скандалов, связанных с банкротством компаний, чьи акции или долговые бумаги имеют биржевой листинг и активно обращаются, оборачивалась судебным преследованием аудиторов и ужесточением требований к аудиторам и выполнению ими проверок. В силу многочисленности инвесторы стали наиболее активным и требовательным потребителем аудиторских услуг.
С середины XX века аудиторы стали расширять сферу своих интересов и начали осуществлять деятельность не только по подтверждению бухгалтерской отчётности, но и стали сами вести бухгалтерский учёт для сторонних организаций, выступая в роли коллегиального корпоративного бухгалтера и юриста, а также инвестиционного консультанта и доверительного управляющего для своих клиентов. Кроме того, научно-техническая революция вынудила аудиторские компании освоить функции по внедрению современных технологий по управлению предприятием, автоматизации учёта, внедрению систем контроля качества и других смежных работ.

## Виды аудита
В XX веке аудит разделился на две большие группы:
- финансовый/инвестиционный аудит;
- промышленный аудит.

### Финансовый и инвестиционный аудит
Финансовый — это и есть аудит в классическом понимании, то есть проверка финансовой отчётности и выражение мнения о её достоверности. Близко примыкает к нему и инвестиционный аудит — заключение о целевом и эффективном использовании инвестиционных ресурсов и аудит профессиональных участников инвестиционной деятельности (бирж, инвестиционных и строительных компаний). Также вплотную к финансовому аудиту примыкает ревизионная деятельность и деятельность по проведению инвентаризации. В зависимости от того, проводится ли аудит отчётности компании независимым аудитором или собственными сотрудниками, принято различать независимый (аудит в классическом понимании) и внутренний аудит.

### Промышленный аудит
Промышленный аудит — более сложное явление, так как включает в себя элементы финансового (в части формирования себестоимости изделий, подтверждения обоснованности тарифов на услуги — например, услуги ЖКХ) и чисто технического аудита.
Под техническим аудитом понимают проверку независимыми специалистами системы организации производства, системы контроля и управления качеством, применяемых технических и технологических решений, а также проверку технического состояния машин, оборудования, механизмов, зданий и сооружений, инженерных коммуникаций, систем и сетей, также проверку технической и проектной документации с выражением мнения относительно обоснованности применяемых технических/технологических решений, способов управления производством и соответствия технического состояния инженерно-сложных систем и оборудования требованиям нормативных актов.
Сюда же можно отнести комплекс мероприятия для проведения аудита информационно-технологической среды предприятия — ИТ-аудит систем и сервисов, как и понимание уровня обеспечения программно-техническими средствами-- уровень автоматизации.
Вплотную к промышленному аудиту примыкает инспекционная деятельность — то есть деятельность по техническому надзору (за изготовлением, строительством, сборкой, пусконаладкой) технически сложных изделий, имеющих так называемые скрытые работы (работы, которые невозможно увидеть и принять по качеству в будущем — например, фундаментные работы) и деятельность по независимой приёмке технически сложных изделий (кораблей, турбин, технологических комплексов) и подтверждению достижения проектных параметров, а также приёмке партий товаров с подтверждением их свойств, количества и качества.
Разновидностями промышленного аудита являются экологический аудит (подтверждение нагрузок на природную среду), энергетический аудит, аудит затрат на эксплуатацию и подтверждение тарифов (применяется, в основном, для обоснования цен на продукцию естественных и иных монополий) и иные виды специальных аудитов (например — ESD-аудит).

### Аудит персонала
Аудит персонала — это определение, оценка личностного потенциала сотрудников и соответствия сотрудников корпоративной культуре и ценностям компании.
В ходе данного аудита устанавливается уровень соответствия сотрудника занимаемой им должности, оцениваются личностные качества, даётся комплексная характеристика работникам.

### PR-аудит
Задачи — проверить выполнение задач проекта, проанализировать эффективность израсходования выделенных на проект средств. В ходе аудита используются такие методики, как подсчёт количества сообщений, оценки, типы СМИ, оценка материалов по нескольким составляющим, статистическая обработка мотивов. Наряду с перечисленными методиками могут применяться социологические опросы, точечные изучения представителей целевой аудитории проекта.

### Экологический аудит
Экологический аудит предприятия — это комплексная и независимая оценка соблюдения требований, в том числе требований действующих международных стандартов, нормативов и нормативных документов в области экологической безопасности, экологического менеджмента и охраны окружающей среды, а также подготовка соответствующих рекомендаций и их документирование по улучшению деятельности предприятий и организаций в экологической сфере.

### Публичный аудит
Публичный аудит (рус.) — на сленге профессиональных трейдеров, этот термин используется для обозначения способа оценки квалификации трейдера путём предоставления публичного доступа к статистике и «скорингу» на торговом аккаунте.
Инвестор опираясь на эти данные может вынести личную оценку квалификации трейдера, на основании которой может принять решение о подключении к автокопированию той или иной торговой стратегии.

### Операционный аудит
Операционный аудит — это проверка операционных бизнес-процессов на соответствие стандартам, принятым в компании. Обычно проводится с использованием чек-листов. Его можно эффективно использовать для проверки выполнения бизнес-планов, смет, различных целевых программ, работы персонала и др. Иногда такой аудит называют аудитом эффективности работы предприятия или деятельности администрации. В настоящее время активно развиваются IT-сервисы, помогающие компаниям проводить операционный аудит. 

## Финансовый аудит в России

### История
Одной из первых известных проверок финансового состояния в Российской империи была проверка положения в Тобольской губернии, где губернатором был Гагарин М. П.

#### В советское время
Во времена СССР проверкой бухгалтерской отчётности предприятий и организаций была ревизия. Для проверки бухгалтерского учёта одного предприятия привлекались бухгалтеры других предприятий: принцип «равный проверяет равного». Проверка велась сплошным образом с целью выявления злоупотреблений и хищений. Таким образом, ревизия принципиально отличались от аудита финансовой отчётности в его классическом понимании.[чем?]

#### Конец 1980-х — н.в.
Термин «аудит» вернулся в Россию (тогда в СССР) в конце 1980-х гг. в связи с деятельностью вновь возникших совместных предприятий. Впервые аудит был предусмотрен в рамках положений постановлений Совета Министров СССР от 13 января 1987 года № 48 и № 49. Первыми аудиторами стали бывшие ревизоры и бухгалтеры, поэтому аудиторские проверки в начале 1990-х сильно напоминали ревизии советского образца. Лишь постепенно стандарты и элементы классического финансового аудита приживались на российской почве. Тем не менее, и по сей день представление об аудите до конца не сложилось как у представителей профессии, так и у пользователей аудита; элементы ревизии всё ещё присутствуют в работе.
Рынок аудита, в основном, сложился к середине 1990-х годов и к настоящему времени принципиально не изменился. На нём представлены три основные группы игроков:
1. международные аудиторско-консалтинговые группы («Большая четвёрка»),
2. крупные российские аудиторско-консалтинговые компании, многие из которых входят в международные сети и оказывают услуги под их маркой,
3. средние и мелкие аудиторские компании.

### Регулирование
До 2002 деятельность аудиторов регулировалась принятыми Президентом в 1993 году Временными правилами аудиторской деятельности и рядом актов Правительства России и Совета по аудиторской деятельности при Президенте России. С конца 1994 была введена обязательная аттестация аудиторов, а начиная с 1995 — лицензирование аудиторских организаций и частных аудиторов.
В 2001 был принят и с 2002 года вступил в силу Федеральный закон «Об аудиторской деятельности», который оказал определённое воздействие на рынок финансового аудита и его движение в сторону более цивилизованных стандартов работы. В частности, закон установил специальную правоспособность для аудиторских организаций (аудиторские фирмы имеют право заниматься только аудитом и сопутствующими услугами). Была введена минимальная численность штата аудиторских фирм. Был закрыт доступ индивидуальных аудиторов на рынок обязательного аудита.
Начиная с 2003 по инициативе Минфина, представителей аудиторской профессии, иных заинтересованных лиц велась подготовка новой редакции закона «Об аудиторской деятельности», которая изрядно затянулась из-за столкновения противоположных мнений относительно ряда моментов (главным образом, из-за отмены лицензирования и требований к СРО). Наконец, в декабре 2008 был принят и с 1 января 2009 (отдельные статьи — с 1 января 2010) вступил в силу новый федеральный закон «Об аудиторской деятельности» № 307-ФЗ, в соответствии с которым лицензирование аудиторов заменено обязательным членством в аудиторских СРО. Членами СРО должны быть также физические лица-аудиторы. Минимальное число членов — 700 аудиторов или 500 аудиторских организаций. Индивидуальным аудиторам частично возвращён доступ к проведению обязательного аудита. Страхование ответственности заменено механизмом компенсационных фондов СРО.

### Количественные характеристики рынка аудита
В настоящее время Минфином России зарегистрировано в реестре 1 единственное СРО (данные на конец 2020).
Число аттестованных аудиторов составляет 38.8 тыс. человек. Из них только 0.7 тыс. человек оказывают аудиторские услуги непосредственно, остальные являются сотрудниками аудиторских фирм, количество которых, в свою очередь, составляет 6.2 тыс. шт. (все данные на начало 2009).
По состоянию на 28.11.2016, количество аудиторских организаций и индивидуальных аудиторов, внесённых в контрольный экземпляр реестра Минфина, составило соответственно 4.3 тыс. фирм и 20,7 тыс. чел. (данные официального сайта Минфина)

### Обязательный аудит
Обязательный аудит — обязательная ежегодная проверка бухгалтерской отчётности открытых акционерных обществ, банков, бирж, фондов, организаций с долей уставного капитала, принадлежащей иностранному инвестору, крупных предприятий и других организаций, перечень которых установлен нормативными актами.
Законом «Об аудиторской деятельности» и рядом других федеральных законов установлены случаи, в которых компании обязаны провести независимый аудит своей бухгалтерской или иной отчётности. Это относится к компаниям определённых секторов: кредитные организации, инвестиционные компании и фонды и т. д.; к количественным характеристикам компаний: согласно Закону 400-ФЗ от 28.12.2010 выручка свыше 400 млн руб, активы свыше 60 млн руб; к статусу компаний — ОАО; к предприятиям-банкротам. Действующие критерии обязательного аудита введены с 1 января 2011 года.
В остальных случаях проводимый аудит, согласно сложившейся практике, именуется «инициативным» («добровольным», «по индивидуальному заданию»).

## Стандарты финансового аудита
Международные стандарты аудита (МСА) разрабатываются и регулярно обновляются Комитетом по международным стандартам аудита и подтверждения достоверности информации (International Auditing and Assurance Standarts Board) при Международной Федерации Бухгалтеров (IFAC).
В России до 31 декабря 2016 года (а также по договорам заключенным в 2016 году и ранее) применялись федеральные правила (стандарты) аудиторской деятельности, утверждённые Правительством РФ. Эти правила практически полностью основаны на Международных стандартах аудита (МСА). Затем в Федеральный закон «Об аудиторской деятельности» были внесены поправки, согласно которым с 2017 года начали применяться стандарты МСА.
Официальная публикация стандартов, применяемых в России, находится на сайте Министерства финансов.
Перевод на русский язык официально признан Комитетом по международным стандартам аудита и подтверждения достоверности информации при Международной Федерации Бухгалтеров в 2015 году.